# Segona categoria del Campionat de Catalunya de futbol 1919-1920
Resultats de la lliga de Segona categoria del Campionat de Catalunya de futbol 1919-1920.

## Sistema de competició
La competició, anomenada Primera Categoria B, va ser disputada per 6 equips en un grup únic. El primer classificat disputà la promoció d'ascens a primera categoria. El sisè classificat disputà la promoció de descens.

## Classificació final
| Pos | Equip                   | PJ | PG | PE | PP | GF | GC | DG  | Pts | Classificació |
| --- | ----------------------- | -- | -- | -- | -- | -- | -- | --- | --- | ------------- |
| 1   | L'Avenç de l'Sport (C)  | 10 | 8  | 0  | 2  | 25 | 6  | +19 | 16  | Campió        |
| 2   | FC Badalona             | 10 | 7  | 2  | 1  | 27 | 10 | +17 | 16  |               |
| 3   | Terrassa FC             | 10 | 7  | 2  | 1  | 24 | 11 | +13 | 16  |               |
| 4   | CE Júpiter              | 10 | 3  | 0  | 7  | 8  | 26 | −18 | 6   |               |
| 5   | CS de Sants             | 10 | 2  | 0  | 8  | 14 | 24 | −10 | 4   |               |
| 6   | Atlètic de Sabadell (R) | 10 | 1  | 0  | 9  | 6  | 27 | −21 | 2   | Promoció      |

Avenç, Terrassa i Badalona van quedar empatats amb 16 punts al capdavant del campionat i van haver de disputar tres partits de desempat per decidir el campió. Els resultats foren:
| Avenç de l'Sport                                                       | 6 - 1 | FC Terrassa |
| ---------------------------------------------------------------------- | ----- | ----------- |
| Cabrera · Coca · Cabrera · gol en pròpia porta · Bordas · gol de penal |       | Argemí      |

| Avenç de l'Sport            | 3 - 0 | FC Badalona |
| --------------------------- | ----- | ----------- |
| Coca · Planas (p.) · Bordas |       |             |

| FC Badalona | 2 - 2 | FC Terrassa |
| ----------- | ----- | ----------- |
|             |       |             |

L'Avenç de l'Sport es proclama campió de Primera B i es classifica per disputar la promoció davant el FC Espanya.

## Resultats
| Primera volta | Primera volta | Primera volta           | Primera volta |
| Jornada       | Data          | Local - Visitant        | Resultat      |
| ------------- | ------------- | ----------------------- | ------------- |
| 1             | 26-10-1919    | At. Sabadell - Terrassa | 2-4           |
| 1             | 26-10-1919    | Júpiter - Sants         | 2-1           |
| 1             | 15-02-1920    | Badalona - Avenç        | 3-1           |
| 2             | 09-11-1919    | Terrassa - Sants        | 4-1           |
| 2             | 09-11-1919    | Avenç - Júpiter         | 2-0           |
| 2             | 09-11-1919    | Badalona - At. Sabadell | 4-0           |
| 3             | 16-11-1919    | Sants - Badalona        | 0-4           |
| 3             | 16-11-1919    | Terrassa - Júpiter      | 7-0           |
| 3             | 16-11-1919    | At. Sabadell - Avenç    | 0-2           |
| 4             | 23-11-1919    | Terrassa - Badalona     | 3-3           |
| 4             | 23-11-1919    | Sants - Avenç           | 1-5           |
| 4             | 23-11-1919    | At. Sabadell - Júpiter  | 0-2           |
| 5             | 30-11-1919    | Sants - At. Sabadell    | 4-0           |
| 5             | 30-11-1919    | Júpiter - Badalona      | 0-4           |
| 5             | 30-11-1919    | Avenç - Terrassa        | 3-0           |
|               |               |                         |               |

| Segona volta | Segona volta | Segona volta            | Segona volta |
| Jornada      | Data         | Local - Visitant        | Resultat     |
| ------------ | ------------ | ----------------------- | ------------ |
| 6            | 14-12-1919   | Terrassa - At. Sabadell | 1-0          |
| 6            | 14-12-1919   | Sants - Júpiter         | 2-0          |
| 6            | 14-12-1919   | Avenç - Badalona        | 2-1          |
| 7            | 11-01-1920   | Sants - Terrassa        | 1-2          |
| 7            | 11-01-1920   | Júpiter - Avenç         | 0-6          |
| 7            | 11-01-1920   | At. Sabadell - Badalona | 0-2          |
| 8            | 18-01-1920   | Badalona - Sants        | 3-2          |
| 8            | 18-01-1920   | Júpiter - Terrassa      | 0-1          |
| 8            | 18-01-1920   | Avenç - At. Sabadell    | 3-0          |
| 9            | 25-01-1920   | Badalona - Terrassa     | 1-1          |
| 9            | 25-01-1920   | Avenç - Sants           | 1-0          |
| 9            | 25-01-1920   | Júpiter - At. Sabadell  | 3-1          |
| 10           | 08-02-1920   | At. Sabadell - Sants    | 3-2          |
| 10           | 08-02-1920   | Badalona - Júpiter      | 2-1          |
| 10           | 08-02-1920   | Terrassa - Avenç        | 1-0          |
|              |              |                         |              |

## Promoció d'ascens
Avenç i FC Espanya van disputar la promoció a doble partit per una plaça a Primera A la temporada següent.
| FC Espanya  | 2 - 0 | Avenç de l'Sport |
| ----------- | ----- | ---------------- |
| Díaz · Díaz |       |                  |

| FC Espanya | 0 - 0 | Avenç de l'Sport |
| ---------- | ----- | ---------------- |
|            |       |                  |

El FC Espanya superà l'Avenç en el global dels dos partits i manté la categoria.

## Promoció de descens
L'Atlètic de Sabadell disputa la promoció per evitar el descens davant el campió de segona categoria (tercer nivell), el FC Martinenc.
| Atlètic FC de Sabadell | 0 - 4 | FC Martinenc |
| ---------------------- | ----- | ------------ |
|                        |       |              |

 Camp del FC Espanya, Barcelona
El FC Martinenc assoleix l'ascens de categoria i l'Atlètic de Sabadell la perd.